# USS Raleigh (CL-7)
O USS Raleigh foi um cruzador rápido operado pela Marinha dos Estados Unidos e a quarta embarcação da Classe Omaha. Sua construção começou em agosto de 1920 nos estaleiros da Bethlehem Shipbuilding em Quincy, em Massachusetts, e foi lançado ao mar em outubro de 1922, sendo comissionado na frota norte-americana em fevereiro de 1924. Era armado com uma bateria principal composta por doze canhões de 152 milímetros, tinha um deslocamento carregado de mais de nove mil toneladas e conseguia alcançar uma velocidade máxima de 35 nós.
O Raleigh passou seus primeiros anos de serviço ocupando-se principalmente de exercícios de treinamento no Oceano Atlântico, Mar do Caribe e Oceano Pacífico. Ele também nesse período realizou duas viagens diplomáticas para a Europa, a primeira em 1924 e a segunda em 1936, ajudando a resgatar vários cidadãos norte-americanos e outros estrangeiros da Guerra Civil Espanhola. O cruzador foi torpedeado uma vez por aeronaves japonesas em 7 de dezembro de 1941 durante o Ataque a Pearl Harbor, porém mesmo assim conseguiu abater cinco aviões inimigos.
O navio passou por reparos no final do mês em Pearl Harbor e em janeiro de 1942 foi para São Francisco, onde passou por mais reparos e reformas até julho. O Raleigh foi colocado na escolta de comboios, sendo transferido em novembro para operações de apoio durante a Campanha das Ilhas Aleutas. A embarcação deixou o local em fevereiro de 1944 para operações de bombardeamento nas Ilhas Curilas, retornando para os Estados Unidos logo depois. Com o fim da guerra, ele foi descomissionado em novembro de 1945 e enviado para desmontagem no ano seguinte.